# Isabel Ordaz
Isabel Ordaz Martín (Madrid, 11 de março de 1957) é uma atriz espanhola. Em 1998, ganhou o Prêmio Goya de melhor atriz revelação pelo seu papel no filme Chevrolet.